# École littéraire de Tarnovo

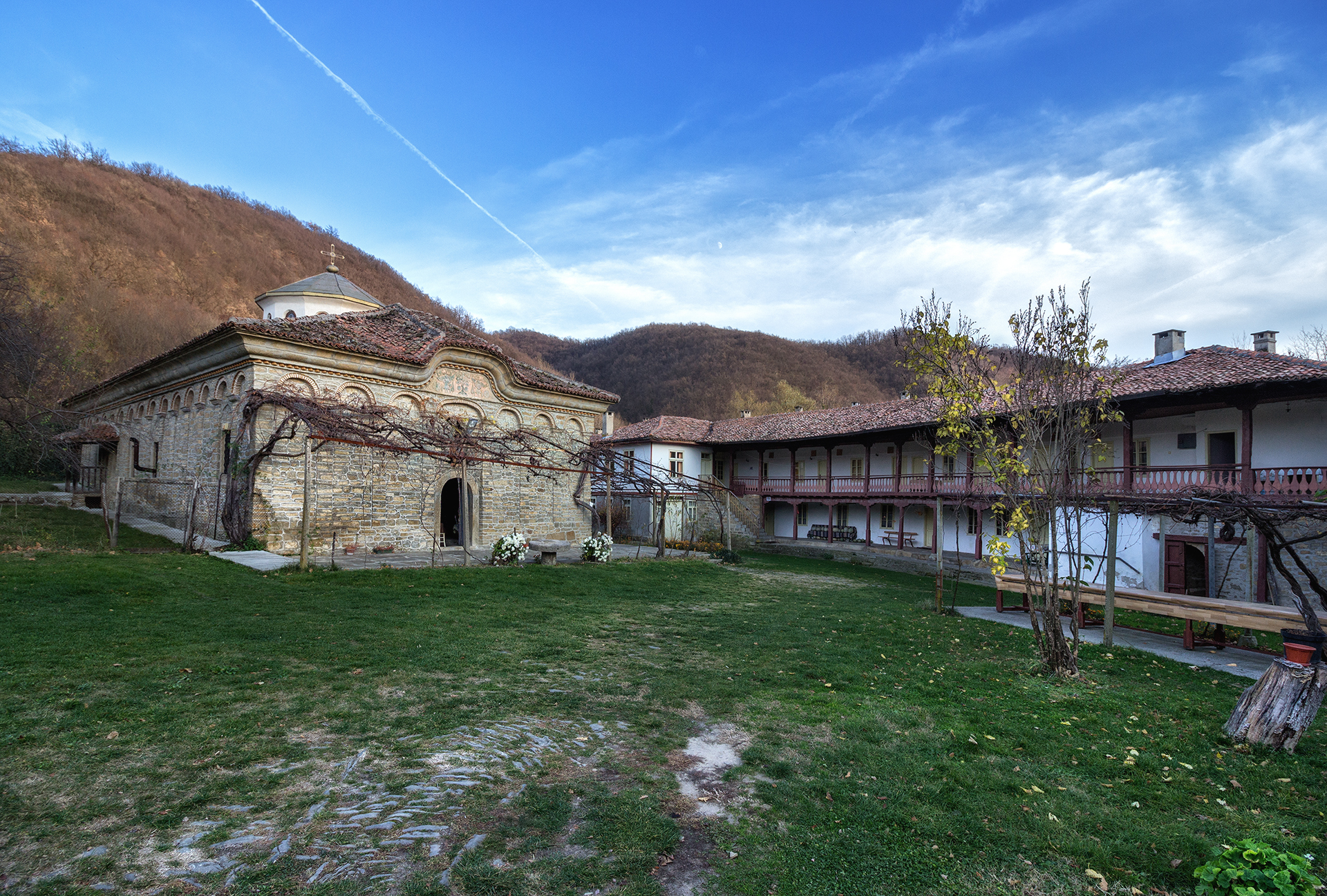
L'un des centres littéraires.

L'école littéraire de Tarnovo de la seconde moitié des XIVe et XVe siècles est la troisième école littéraire de l'histoire de la littérature bulgare après l'école littéraire d'Ohrid et l'école littéraire de Preslav.
Son fondateur est considéré comme Euthyme de Tarnovo et c'est pourquoi on l'appelle aussi l'école d'Euthyme, et son centre est la capitale du deuxième État bulgare — Veliko Tarnovo. Les représentants éminents de cette école sont Grégoire Camblak, le métropolite Cyprien, Joasaph de Bdin, Constantin de Kostenec. Les adeptes de l'école sont liés à la capitale médiévale bulgare, mais ils travaillent dans différents endroits — Constantinople, le mont Athos, dans la soi-disant Pomoravlje, en Valachie, en Moldavie et sur les terres russes.
Les œuvres littéraires de l'école sont typiquement médiévales — hagiographie, panégyrique, poésie d'église et messages. L'école littéraire est d'une grande importance, en particulier pour la formation de l'ancienne tradition littéraire et de la langue russe. En Bulgarie ottomane, cette tradition littéraire s'est progressivement perdue et la littérature est passée aux damaskini.